# Ганкок (Меріленд)
Ганкок (англ. Hancock) — місто (англ. town) в США, в окрузі Вашингтон штату Меріленд. Населення — 1557 осіб (2020).

## Географія
Ганкок розташований за координатами 39°42′17″ пн. ш. 78°9′47″ зх. д. / 39.70472° пн. ш. 78.16306° зх. д. (39.704647, -78.162989).  За даними Бюро перепису населення США в 2010 році місто мало площу 7,12 км², з яких 7,07 км² — суходіл та 0,05 км² — водойми.

### Клімат
| Клімат : Ганкок         | Клімат : Ганкок | Клімат : Ганкок | Клімат : Ганкок | Клімат : Ганкок | Клімат : Ганкок | Клімат : Ганкок | Клімат : Ганкок | Клімат : Ганкок | Клімат : Ганкок | Клімат : Ганкок | Клімат : Ганкок | Клімат : Ганкок | Клімат : Ганкок |
| Показник                | Січ.            | Лют.            | Бер.            | Квіт.           | Трав.           | Черв.           | Лип.            | Серп.           | Вер.            | Жовт.           | Лист.           | Груд.           | Рік             |
| Абсолютний максимум, °C | 24,4            | 27,2            | 33,9            | 34,4            | 37,8            | 36,7            | 40,6            | 38,9            | 39,4            | 36,7            | 30,0            | 25,0            | 40,6            |
| Середній максимум, °C   | 3,9             | 6,1             | 12,2            | 18,3            | 23,3            | 27,8            | 30,0            | 28,9            | 25,6            | 19,4            | 12,8            | 6,7             | 17,8            |
| Середній мінімум, °C    | −7,2            | −5              | −1,1            | 3,3             | 8,3             | 13,9            | 16,7            | 15,6            | 11,7            | 4,4             | 0,0             | −3,9            | 5,0             |
| Абсолютний мінімум, °C  | −32,8           | −25,6           | −20             | −9,4            | −3,3            | 0,6             | 4,4             | 0,6             | −3,9            | −8,9            | −13,3           | −28,3           | −32,8           |
| Норма опадів, мм        | 69              | 57              | 81              | 81              | 102             | 86              | 97              | 83              | 82              | 82              | 78              | 68              | 966             |
| ----------------------- | --------------- | --------------- | --------------- | --------------- | --------------- | --------------- | --------------- | --------------- | --------------- | --------------- | --------------- | --------------- | --------------- |
| Джерело:                |                 |                 |                 |                 |                 |                 |                 |                 |                 |                 |                 |                 |                 |

## Демографія
Згідно з переписом 2010 року, у місті мешкало 1545 осіб у 694 домогосподарствах у складі 407 родин. Густота населення становила 217 осіб/км².  Було 821 помешкання (115/км²).
Расовий склад населення:
| - 97,7 % — білих - 0,5 % — корінних американців - 0,4 % — чорних або афроамериканців - 0,4 % — азіатів |

До двох чи більше рас належало 1,0 %. Частка іспаномовних становила 0,5 % від усіх жителів.
За віковим діапазоном населення розподілялося таким чином: 22,2 % — особи молодші 18 років, 60,1 % — особи у віці 18—64 років, 17,7 % — особи у віці 65 років та старші. Медіана віку мешканця становила 40,7 року. На 100 осіб жіночої статі у місті припадало 91,2 чоловіків;  на 100 жінок у віці від 18 років та старших — 84,9 чоловіків також старших 18 років.
Середній дохід на одне домашнє господарство  становив 43 053 долари США (медіана — 33 798), а середній дохід на одну сім'ю — 49 974 долари (медіана — 45 179). Медіана доходів становила 37 045 доларів для чоловіків та 27 614 долари для жінок. За межею бідності перебувало 14,4 % осіб, у тому числі 23,9 % дітей у віці до 18 років та 14,0 % осіб у віці 65 років та старших.
Цивільне працевлаштоване населення становило 698 осіб. Основні галузі зайнятості: освіта, охорона здоров'я та соціальна допомога — 18,5 %, роздрібна торгівля — 16,2 %, виробництво — 12,0 %, мистецтво, розваги та відпочинок — 11,6 %.